# Киберпартизаны
Киберпартизаны (бел. Кіберпартызаны; альтернативное написание: Кибер-Партизаны) — белорусская децентрализованная группа анонимных хакер-активистов, появившаяся в сентябре 2020 года. Известность получили за ряд успешных кибератак на ресурсы белорусских силовых структур и государственных учреждений правительства, публикацией компрометирующих белорусских силовиков материалов, размещением в открытым доступе служебной и секретной информации. Группа начала свою деятельность в ответ на государственный террор против протестующих. Свою деятельность они называют борьбой против Александра Лукашенко.

## Команда
Кибер-Партизаны являются немногочисленной командой. По словам участников, они состоят из небольшой группы администраторов и ещё приблизительно пятнадцати волонтёров. Трое или четверо человек занимаются непосредственно взломом компьютеров белорусского правительства. Остальные участники занимаются анализом данных и другими задачами. Большинство участников группы — граждане Беларуси. Большая часть команды работала или работает в сфере информационных технологий. Некоторые работали тестировщиками на проникновение. Никто из команды ранее не занимался политическим активизмом. Среди группы нет профессиональных «хакеров», участники всему учились на ходу.

## Цели и задачи
Сразу после появления Кибер-Партизаны объявили, что поддерживают белорусских протестующих (см. протесты в Беларуси). Также они озвучили три свои задачи: искать информацию про чиновников, силовиков и их преступления; показывать «гнилую» сущность режима; поспособствовать Лукашенко покинуть Беларусь. Затем Кибер-Партизаны опубликовали свой манифест, в котором выдвинули следующие цели: сохранение независимости, суверенитета и территориальной целостности Беларуси; Свержение режима Лукашенко; Стабилизация Беларуси в переходный период, возвращение к демократическим принципам управления и законности.

## История
Кибер-Партизаны возникли в сентябре 2020 года, когда их основатель взломал сайт Торгово-промышленной палаты Беларуси. Там он разместил загадку, ответивший на неё человек получал цифровой адрес, через который можно было связаться с ним. Таким образом участники познакомились между собой. Изначально действия группы носили символический характер: они взламывали государственные новостные сайты (ОНТ и Беларусь 1) и транслировали на них видео с сценами жестокого обращения полиции с протестующими, внесли имена Александра Лукашенко и министра внутренних дел Юрия Караева в список наиболее разыскиваемых милицией, на государственных веб-сайтах заменяли красно-зелёный флаг Беларуси на бело-красно-белый. Также хакерами были получены базы данных сотрудников ОМОН, КГБ и МВД Беларуси, на основе которых была запущена интернет-карта с адресами силовиков, причастных к избиению протестующих.
В июле 2021 года группировка объявила об начале операции «Жара», входе которой они взломали множественные базы МВД, МЧС, СК и других государственных структур. В августе 2021 года суд Центрального района Минска признал экстремистскими информационные ресурсы «Кибер-Партизаны» и «Кибер-Сливы» (дочерний проект Киберпартизан) на основании материалов проверки ГУБОПиК МВД. В октябре Министерство внутренных дел признало эти телеграм-каналы экстремистским формированием. В конце ноября белорусский Верховный суд признал «Киберпартизан» и некоторые другие неформальные организации террористическими. В ноябре 2021 года группировка объявила о начале операции «Пекло». Во время операции они взломали сети Академии управления при Президенте Республики Беларусь, ОАО «Беларуськалий» и «МогилёвТрансМаш».
В феврале 2024 года группировка получила доступ и передала украинцам секретные данные российского предприятия по производству дронов «Орлан».
28 апреля 2024 года группировка выложила в публичный доступ базу доносов КГБ Беларуси за 9 лет с сентября 2014 по август 2023 года. В сеть попали обращения информаторов, предложения о сотрудничестве, доносы на политических активистов. За два месяца до этого группировка взяла на себя ответственность за взлом сайта КГБ.

## Крупные операции

### Операция «Жара»
бел. Аперацыя «Спякота»

#### Подготовка
В интервью белорусской службы Радио «Свобода» Кибер-Партизаны отметили: «внешне может показаться, что мы просто решили что-то взломать и на следующий день взломали. Это далеко от правды. Операции как „Жара“ мы готовим месяцами. До некоторых из них мы начали подготовку ещё в 2020 году. И до этого времени не закончили. В операции „Жара“ также была необходимость физически прокрасться на режимный объект и открыть пункт входа в сеть. Такие операции являются тяжелыми, рискованными и, как правило, много времени уходит на подготовку».

#### Хронология
26 июля 2021 в официальном канале Партизан появилась информация о взломе базы данных ГАИ МВД. Сама группа заявила, что им якобы стали известны данные всех владельцев транспортных средств Беларуси. Также они получили данные штрафов, фотографии прав и нарушения ПДД. Ответственность за поломку информационных систем МВД они взяли на себя. В самом ведомстве заявили, что сбои в работе системы вызваны «из-за аномальной жары». Zerkalo.io обратилась за комментария в пресс-службу МВД РБ, но ответ так и не получили. Журналист Zerkalo.io попросил группировку подтвердить правдивость взлома. Кибер-партизаны сбросили информацию обо всем транспорте, который числился за корреспондентом ранее, зарегистрирован сейчас, фотографии прежних водительских прав и электронную подпись. Все данные совпали.
27 июля 2021 года группа заявила о взломе системы АИС «Паспорт». В распоряжение хакеров попали данные миллионов белорусов. Помимо обычных паспортов, Кибер-Партизаны также получили доступ к «скрытым записям» о людях из близкого окружения Лукашенко, руководстве силовых структур, сотрудников КГБ и разведчиков в Евросоюзе. Группировка слила в сеть паспортные данные бывшего председателя ЦИК Лидии Ермошиной, председателя Совета Республики Натальи Кочановой, главы КГБ Ивана Тертеля и бывшего президента Киргизии Курманбека Бакиева. Активисты заявили, что в базе есть 16 тысяч скрытых записей, к которым имеют доступ «ограниченный список лиц из МВД». Настоящее Время решило проверить правдивость взлома. Они прислали хакерам имена и даты рождения двоих граждан, которые согласились поучаствовать в эксперименте. За пару минут Кибер-Партизаны прислали им полные паспортные данные, места жительства и работы, техническую информацию о состоянии паспортов. Помимо этого группировка поделилась сведениями о родителях одного из участвующих, а также фото из паспортов, которые ранее не публиковались в интернете. Deutsche Welle также подтвердили, что у хакеров есть доступ к базе. Официально власти кибератаку не прокомментировали.
28 июля 2021 года была опубликована информация о взломе базы вызовов службы 102. Хакер-активисты опубликовали фрагменты документов с информацией о людях, которые звонили в милицию и сообщали о местонахождении протестующих (см. Протесты в Беларуси). В архиве вызовов имеется информация о том, кто делал вызов и описание того, на что жаловались.
29 июля 2021 года по информации Кибер-Партизан были взломаны сервера УСБ МВД (Управление собственной безопасности). По заявлению организации, во взломанных документах содержатся «тысячи занимательных историй про подставы, подлоги, халатность, служебное несоответствие, пьянство и прочие детали». В базе зафиксировано более 6600 преступлений и проступков, совершенных сотрудниками ведомства. Некоторые сотрудники были уволены или посажены, но большинство осталось работать в системе. Пресс-служба МВД не дала официальный комментарий.
30 июля 2021 года хакер-активисты сообщили о взломе серверов с видеозаписями оперативных дронов МВД. В качестве подтверждение группировка поделились видео, снятыми дронами на акциях протеста. Также часть записей Кибер-Партизаны передали изданию The Washington Post.
30 июля 2021 года на официальном ресурсе хакеров появилась информация о взломе системы наблюдения видеокамер ИВС МВД. Речь идёт про Минский изолятор временного содержания на переулке Окрестина. Помимо ИВС были взломаны камеры в Центре изоляции правонарушителей и приемника-распределителя для несовершеннолетних. Также был взломано временное хранилище видеозаписей, где файлы находятся 1-2 недели. Хакеры опубликовали кадры, которые ранее не публиковались в свободном доступе. Министерство внутренних дел не прокомментировало информацию о взломе.
1 августа 2021 года была опубликована информация о взломе системы камер фиксации скорости и слежки. Партизаны заявили, что с помощью мощного инструментария камеры были вскрыты и повреждены, а узлы связи нейтрализованы. Также они рассказали, что обработка более 125 тыс. текущих штрафов была приостановлена. По данным активистов, «камеры не только фиксировали превышение скорости, но и были использованы спецслужбами для слежки за неугодными режиму». Однако отключены были не все камеры, чтобы «не искушать шумахеров». Власти Беларуси никак не прокомментировали инцидент.
4 августа 2021 года Кибер-Партизаны заявили о взломе базы данных главного управления кадров МВД. Для подтверждения правдивости взлома хакеры опубликовали анкеты с персональными данными сотрудников специального подразделения МВД по борьбе с терроризмом «Алмаз». В своей публикации активисты отметили, что в базе находятся данные всех сотрудников МВД и их служебная история.
5 августа 2021 года группа заявила о взломе подсети it-подразделения в/ч 5448. В подтверждение были опубликованы личные данные и фото 14 человек 1998—2000 годов рождения.
5 августа 2021 года была опубликована внутренняя статистика госпиталя МВД по заболеваемости COVID-19 среди белорусской милиции. По сообщению Кибер-Партизан, было зафиксировано более 80 случаев заболевания COVID-19 за день только по одному госпиталю.
8 августа 2021 года группа хакеров сообщила о взломе базы МВД под названием «Беспорядки». В Базе хранится вся информация о арестованных по статье 24.23 КоАП РБ (ранее 23.34) «Нарушение порядка организации или проведения массовых мероприятий». Кроме того в ней есть те, кого задерживали за мелкое хулиганство, неповиновение и подозреваемые по уголовной статье 293 «Массовые беспорядки». По информации хакеров в списке содержится около 40 тысяч имён, среди них 1300 несовершеннолетних. Также в списке обнаружили несколько корреспондентов телеканала ОНТ и БТ. Официальные лица информацию не прокомментировали.
9 августа 2021 в официальном Телеграм-канале Партизан появилась информация о взломе серверов Департамента обеспечения оперативно-розыскной деятельности МВД (ДООРД МВД). Сами хакеры заявили, что в их руках оказались терабайты записей с чувствительной для государства информацией. Кибер-Партизаны сами были удивлены от того количества компромата, которого им удалось найти в прослушке. Хакеры выяснили, что на прослушке у государства стояли объекты госпредприятий и госучреждений, предприниматели и бизнесмены. На серверах прослушки ДООРД имеется несколько сотен тысяч часов аудиозаписей.
13 августа 2021 года активисты уведомили о взломе засекреченных серверов ДООРД МВД, на которых хранятся записи разговоров по внутренней связи ведомства. Для подтверждения взлома Партизаны предоставили аудиозапись беседы между начальником милиции общественной безопасности УВД Миноблисполкома Николаем Максимовичем и начальником ОВД Солигорска Александром Шароваровым, которая была записана 11 августа 2020 года. По утверждению группировки, звонок был сделан по внутренней линии МВД, которая стояла на прослушивании.
26 августа 2021 года хакеры сообщили о взломе базы данных сотрудников Следственного Комитета. По сообщению команды, в их руках оказались личные данные всех следователей СК. В качестве доказательства они предоставили видео с ФИО сотрудников.
29 августа 2021 года по сообщению группировки были взломаны базы данных всех мобильных операторов Беларуси. Кибер-Партизаны заявили, что в их распоряжение попали все телефоны сотрудников силовых ведомств, начиная КГБ и заканчивая МВД. Как доказательство они опубликовали предполагаемые телефоны Виктора Лукашенко и Виктора Шеймана.
2 сентября 2021 года Кибер-Партизаны заявили о взломе баз данных Единого государственного регистра недвижимого имущества (ЕГРНИ). По словам группировки, они узнали всю информацию про участки, дома и квартиры сотрудников МВД, КГБ и других органов. В доказательство были опубликованы сведения о недвижимости Виктора Шеймана, Натальи Эйсмонт, Ивана Тертеля, Курманбека Бакиева и Дмитрия Баскова. Помимо этого были опубликованы сведения о недвижимости Марианны Щеткиной, Валерия Вакульчика и Лидии Ермошиной. По заявлению активистов, в их руки попали данные о всех резиденциях и квартирах Александра Лукашенко.
11 сентября 2021 года была опубликована информация о взломе внутренней сети департамента охраны (ДО). В распоряжение группировки попали данные и записи разговоров сотрудников департамента охраны. В доказательство они прикрепили несколько записей прослушки внутренней связи.
1 ноября 2021 года группа хакеров сообщила о взломе базы данных Фонда социальной защиты населения (ФСЗН). В руки активистов попали данные о местах работы и выплатах в ФСЗН со стороны официально трудоустроенных граждан страны. В качестве доказательств были продемонстрированы семь скриншотов с фотографиями таблиц, в которых указаны паспортные данные, адреса и места работы Натальи Эйсмонт, Григория Азарёнка, Дмитрия Баскова, Ивана Эйсмонт и других.
1 ноября 2021 года появилась информация о взломе внутренней почтовой системы МВД РБ.
4 ноября 2021 года активисты рассказали о взломе внутреннего справочника Министерства внутренних дел. База содержит контакты сотрудников всех подразделений МВД РБ.
8 ноября 2021 года Кибер-Партизаны заявили о взломе базы АИС «Пассажиропоток». В заявлении сообщается об получении информации о всех, кто пересекает границу Республики Беларусь на въезд и выезд (рейс, номер авто/поезда, паспортные данные, пограничный пункт и прочее). В доказательство были обнародованы данные о поездах Александра Лукашенко, Виктора Шеймана и Виктора Лукашенко, а также данные всего экипажа, который сопровождает Лукашенко во время перелётов. Эти данные группировка планирует использовать для вычисления сотрудников КГБ, выехавших за границу по оперативным заданиям.
24 ноября 2021 года поступила информация о взломе архива оперативных камер МВД. Группировка заявила, что начнёт вскрывать «консервы» МВД и КГБ.
30 ноября 2021 года было сообщено о взломе прослушки тюремных камер СИЗО, ИВС и прочих. Активисты сообщили, что на прослушке стоят ИВС, СИЗО и ЦИП разных городов. Также в доказательство они прикрепили запись прослушки задержанных сотрудников PandaDoc.

### Операция «Пекло»
бел. Аперацыя «Пекла»
Начало операции «Пекло» хакер-активисты прокомментировали следующим образом:
Супраціў переходит к решительным действиям. Новая комплексная кибер-кампания "Пекло" нацелена на нанесение ущерба террористической хунте.Кибер-Партизаны, 

#### Хронология
17 ноября 2021 года в рамках начала операции Кибер-Партизаны сообщили о взломе внутренней сети Академии управления при Президенте Республики Беларусь. Хакеры зашифровали всю внутреннюю сеть академии, а также заявили, что теперь им (академии) придётся всё удалять и начинать сначала. Помимо этого был взломан сайт учреждения, в заголовке страницы находился логотип группировки. Обои на рабочих столах компьютеров были заменены на стилизованное изображение Романа Бондаренко и надпись «Не забудем, не простим!». В подтверждение совершенного взлома Партизаны показали скриншоты удаления архивов и баз данных с сетевого хранилища организации общим объёмом в 17,4 Гб (42.596 файлов). Также было продемонстрировано письмо разработчика антивирусного ПО «ВирусБлокАда», в котором уведомляется, что они не смогли выследить взломщиков сайта.
29 ноября 2021 года хакерской атаке подверглась компьютерная сеть ОАО «Беларуськалий». Вирусу подверглись тысячи компьютеров, установлены обои в память Романа Бондаренко. Активисты сообщили, что в рамках операции были «заминированы» компьютеры и сервера предприятия «кибер-бомбочками», которые постепенно срабатывают с задержкой. В доказательство Кибер-Партизаны приложили скриншоты из домен-контроллера внутренней сети предприятия. В стачечном комитете «Беларуськалий» подтвердили информацию об атаке на оборудование. В стачкоме подсчитали, что на восстановление работы компьютеров потребуется минимум неделя времени. Руководство предприятия инцидент не прокомментировало.
10 декабря 2021 года группировка сообщила о кибератаке на компьютерную сеть «МогилёвТрансМаш». Группа хакеров заявила, что зашифровала внутреннюю сеть предприятия, а файлы, базы данных и сервера больше недоступны работникам. Также в сообщении утверждается, что все базы данных выкачаны и будут проанализированы на наличие нарушений. Представители предприятия информацию не прокомментировали.

### RussianCensorFiles
В 2022 году Киберпартизаны взломали сотрудников дочерней структуры Роскомнадзора. Два терабайта данных они передали журналистам немецкого издания Süddeutsche Zeitung, «Важным историям» и другим российским СМИ.

## Реакция
Бывший белорусский дипломат и кандидат на президентских выборах в Беларуси 2010 года Андрей Санников в интервью MIT Technology Review сказал: «Они делают преступления режима прозрачными. Информация, которую они получают, взламывая государство, действительно очень красноречиво свидетельствует о преступной деятельности режима против граждан».
Антрополог, профессор Макгиллского университета и эксперт по хактивизму Габриэлла Коулман прокомментировала Bloomberg: «Я не думаю, что есть много параллелей с тем, что они настолько изощрены и атакуют на нескольких уровнях, это не то, что я видел раньше, кроме как в фильмах».
По словам доцента Городского университета Дублина Татьяны Локоть, специализирующейся на вопросах протестных и цифровых прав в Восточной Европе: «Если когда-либо Лукашенко в конце концов столкнётся с преследованием Международным уголовным судом, например, эти записи будут чрезвычайно важны».
Глава белорусского КГБ Иван Тертель в своем выступлении на государственном телевидении 30 июля 2021 года заявил, что имели место «хакерские атаки на личные данные» и «систематический сбор информации». Он обвинил в этом «иностранные спецслужбы».